# توشی‌ایه و ماتسو
توشی‌ایه و ماتسو (به ژاپنی: 利家とまつ〜加賀百万石物語〜) نام یک مجموعه تلویزیونی تاریخی و چهل و یکمین سری از فیلم‌های مجموعه تلویزیونی تایگا است. این مجموعه توسط ان‌اچ‌کی در سال ۲۰۰۲ میلادی ساخته شده‌است. این مجموعه از زندگی مائدا ماتسو اساس گرفته‌است. در این مجموعه نقش مائدا ماتسو شخصیت اصلی این داستان و همسر مائدا توشی‌ایه توسط ناناکو ماتسوشیما و نقش اودا نوبوناگا توسط تاکاشی سوریماچی ایفا شده‌است.